# Chutes Horseshoe (Tasmanie)
Pour les articles homonymes, voir Chutes du Fer-à-Cheval et Horseshoe.
Les chutes Horseshoe  (ou chutes du fer à cheval en français) sont des chutes d'eau du parc national du Mont-Field au centre de l'île de Tasmanie en Australie. Elles se situes à 100 m en amont des chutes Russell et à quelques kilomètres des chutes Lady Barron.

## Historique
En 1916 le parc national du Mont-Field (plus vieux parc aborigène du pays) est déclaré parc national.

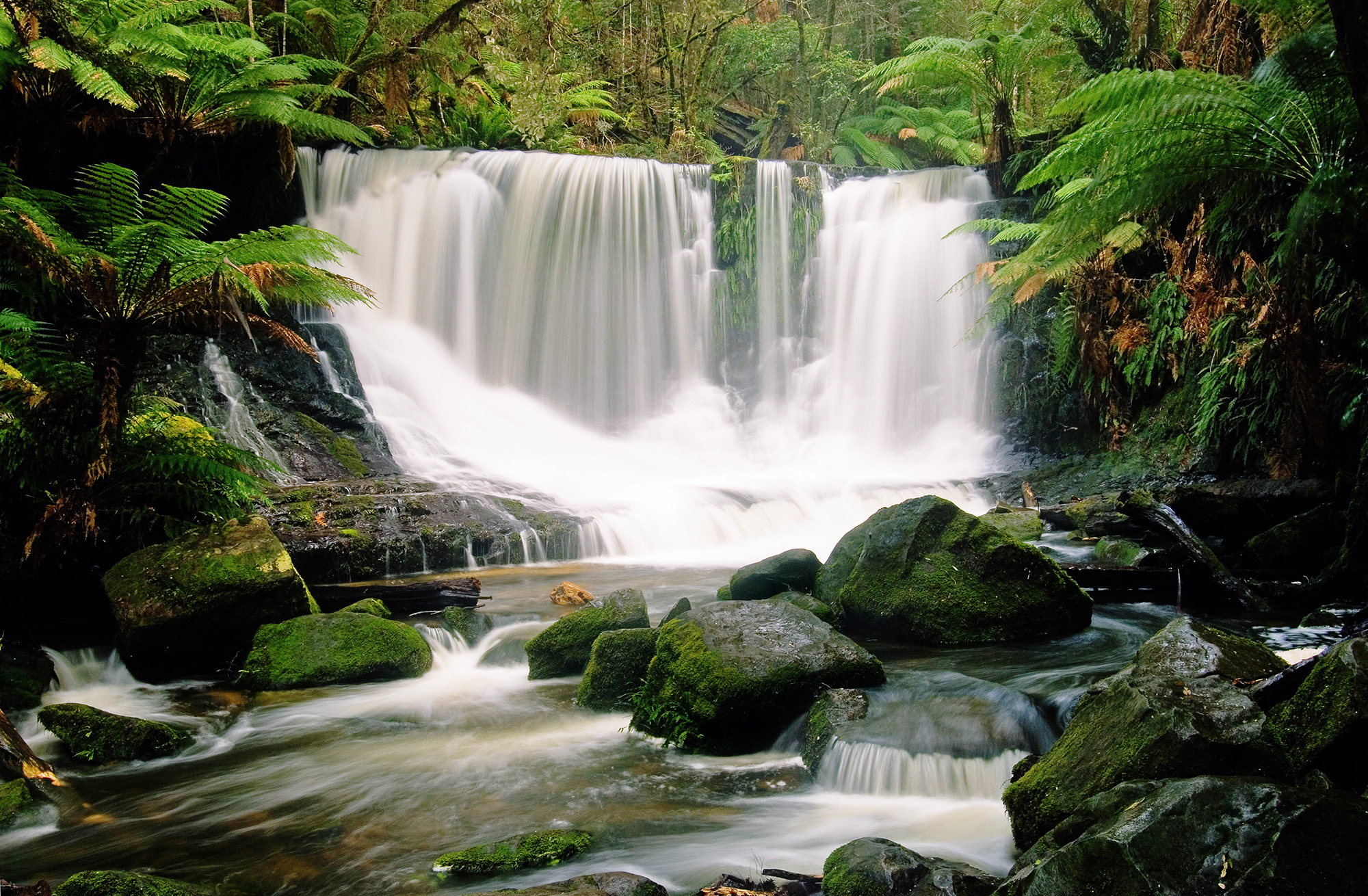
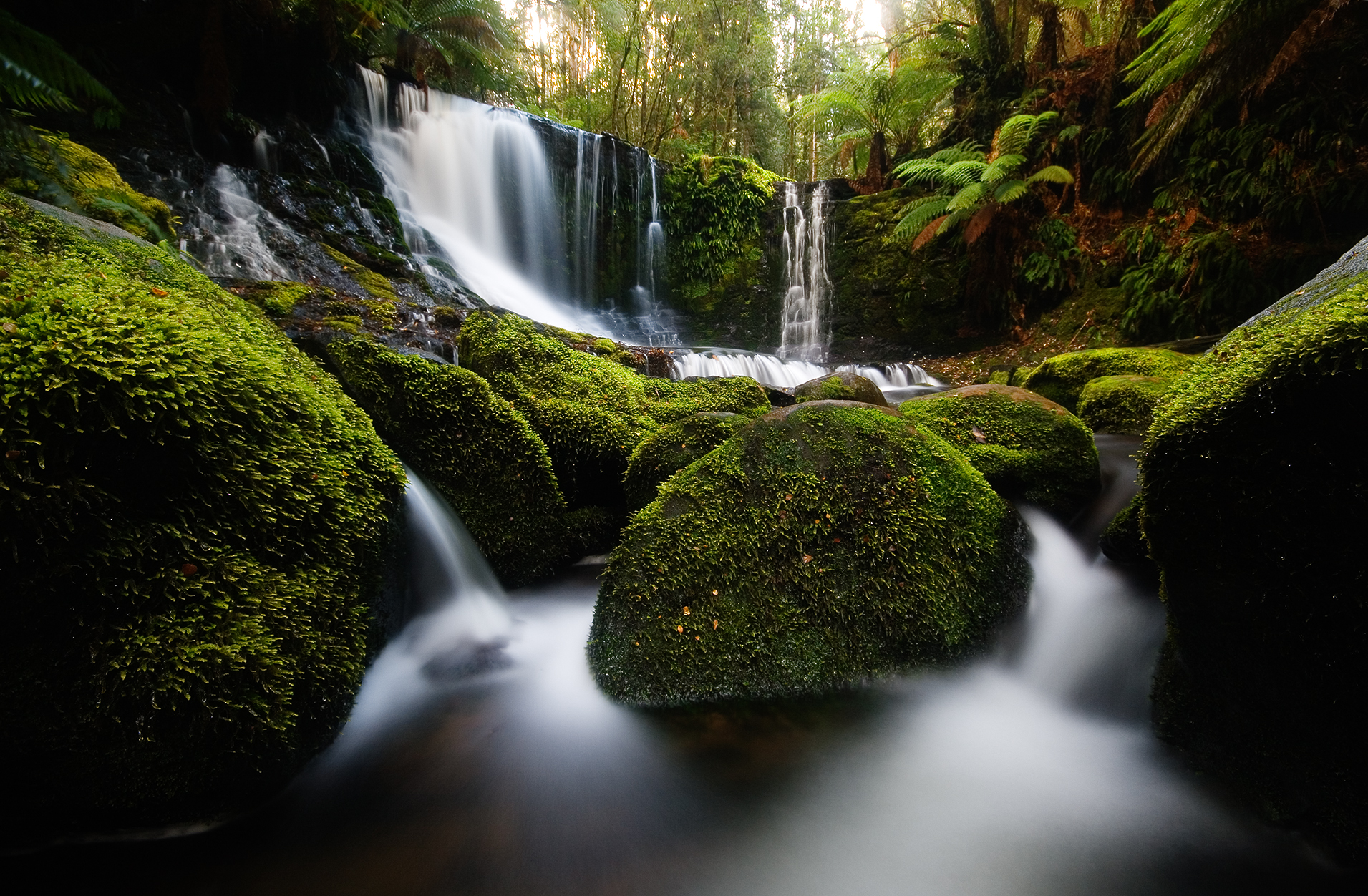
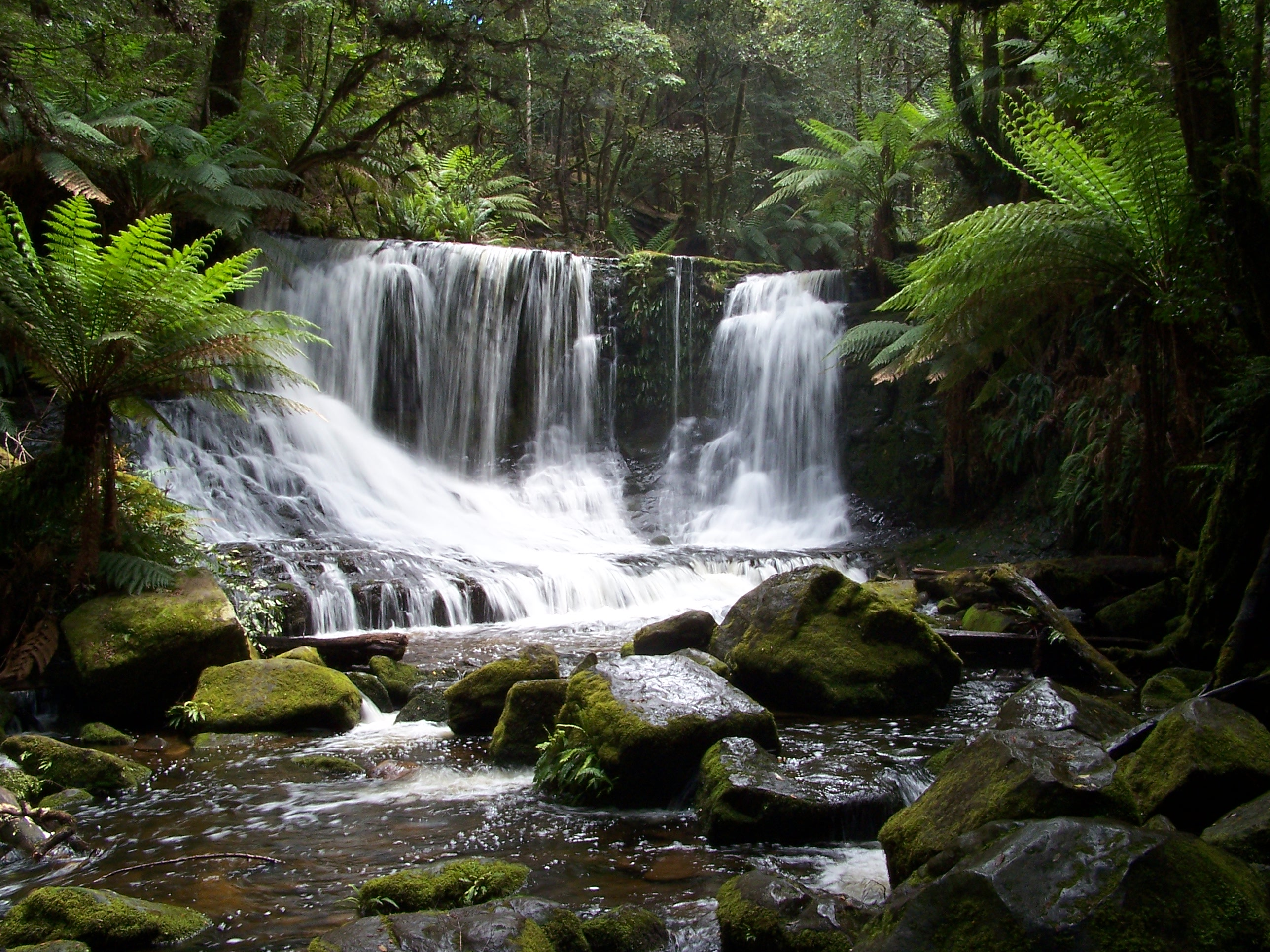